# Cléré-du-Bois
Cléré-du-Bois – miejscowość i gmina we Francji, w Regionie Centralnym, w departamencie Indre.
Według danych na rok 1990 gminę zamieszkiwało 298 osób, a gęstość zaludnienia wynosiła 8 osób/km² (wśród 1842 gmin Regionu Centralnego Cléré-du-Bois plasuje się na 843. miejscu pod względem liczby ludności, natomiast pod względem powierzchni na miejscu 209.).